# Felix Beijmo
Felix Olof Allan Nelson Beijmo, född 31 januari 1998, är en svensk fotbollsspelare som spelar för AGF Århus.

## Karriär
Han debuterade för IF Brommapojkarna i Superettan den 3 april 2015 i en 0–1-förlust mot Östersunds FK. Vid sin debut var han endast 17 år och 62 dagar gammal. Han deltog även i TV4-programmet Fotbollsfabriken som handlade om BP:s bästa 15-åringar. I december 2015 förlängde Beijmo sitt kontrakt i BP med tre år.
Beijmo skrev den 30 mars 2017 på ett fyraårskontrakt med Djurgårdens IF. Största framgången med Djurgården var finalsegern i Svenska cupen våren 2018.
Den 12 juni 2018 skrev Beijmo på för den tyska Bundesliga-klubben Werder Bremen. Den 13 augusti 2019 lånades Beijmo ut till Malmö FF på ett låneavtal över resten av året. Den 31 januari 2020 lånades Beijmo ut till Greuther Fürth på ett låneavtal över resten av säsongen 2019/2020.
Den 12 augusti 2020 stod det klart att Beijmo återvände till Malmö FF på ett kontrakt fram till och med 2023. I september 2021 råkade Beijmo ut för en nyckelbensskada, vilket gjorde att han missade resten av säsongen.
Den 30 januari 2023 lånades Beijmo ut till danska AGF Århus på ett låneavtal fram till sommaren. Den 21 juni 2023 blev han klar för en permanent övergång till AGF Århus och skrev på ett treårskontrakt med klubben.

## Meriter
Djurgårdens IF
- Svensk cupvinnare: 2018

 Malmö FF
- Svensk mästare: 2020, 2021
- Svensk cupvinnare: 2022